# Баженовский сельсовет (Бирский район)
Баженовский сельсове́т — упразднённая в 2008 году административно-территориальная единица и сельское поселение (тип муниципального образования) в составе Бирского района. Почтовый индекс — 452461. Код ОКАТО — 80213804000. Объединён с сельским поселением Бахтыбаевский сельсовет.
Главная река сельсовета — Белая.

## Состав сельсовета
село Баженово — административный центр, село Улеево, деревни Вязовский (до 2005 года — посёлок), Самосадка. В 2006 году упразднена деревня Гребени (Закон Республики Башкортостан от 21.06.2006 № 329-з «О внесении изменений в административно-территориальное устройство Республики Башкортостан в связи с образованием, объединением, упразднением и изменением статуса населенных пунктов, переносом административных центров», ст. 4, п.10 а).)

## История
Закон Республики Башкортостан от 19.11.2008 N 49-з «Об изменениях в административно-территориальном устройстве Республики Башкортостан в связи с объединением отдельных сельсоветов и передачей населённых пунктов», ст.1 п. 11) гласил:

 "Внести следующие изменения в административно-территориальное устройство Республики Башкортостан:

объединить Бахтыбаевский и Баженовский сельсоветы с сохранением наименования «Бахтыбаевский» с административным центром в селе Бахтыбаево.
Включить сёла Баженово, Улеево, деревни Вязовский, Самосадка
Баженовского сельсовета в состав Бахтыбаевского сельсовета.

Утвердить границы Бахтыбаевского сельсовета согласно представленной схематической карте.

Исключить из учётных данных Баженовский сельсовет
На 2008 год граничил с Бирском, муниципальными образованиями: Бурновский сельсовет, Кусекеевский сельсовет, Бахтыбаевский сельсовет, Сусловский сельсовет («Закон Республики Башкортостан от 17.12.2004 N 126-з (ред. от 19.11.2008) „О границах, статусе и административных центрах муниципальных образований в Республике Башкортостан“»).

## Известные жители
Байдимирова Эдита Мифодиевна — мать-героиня, технический работник администрации сельского поселения Баженовский сельсовет